# 八田村 (石川県)
八田村（はったむら）は、かつて石川県河北郡に存在した村。

## 地理
- 現在の金沢競馬場がある。
- 潟湖：河北潟
- 河川：八田川

## 歴史
- 1889年（明治22年）4月1日 - 町村制の施行により、八田村が発足する[2]。
- 1954年（昭和29年）6月1日 - 森本村、花園村、三谷村、大場村及び八田村が合併して、森本町が発足する。

## 地域

### 教育
- 八田尋常小学校[2]
  - 金沢市編入後に金沢市立八田小学校となり、1971年に金沢市立森本小学校と統合[3]。